# Tiu
Tiu ou Teieu (Teyew) é citado na Pedra de Palermo como faraó (rei) pré-dinástico do Baixo Egito. Como não há mais evidência, talvez pode ter sido um faraó mítico preservado através da tradição oral ou um faraó totalmente ficcional. O significado de seu nome pode ser "o Destruidor" ou "imagem".